# Walter Wendelin
Walter Wendelin   (Zúric, 3 de setembre de 1957) és un militant internacionalista, i membre de l'organització de l'esquerra abertzale Askapena, que té la ciutadania alemanya.